# Теа Таировић
Теа Таировић Вардај (Нови Сад, 26. април 1996) српска је певачица, текстописац и плесачица. Славу је стекла учешћем у осмој и десетој сезони певачког такмичења Звезде Гранда. Издала је четири студијска албума — Балканија (2022), Балерина (2023), Теа (2024) и Аска (2025) — као и бројне самосталне синглове који су остварили велики комерцијални успех.
Препознатљива је по својим наступа у којима изводи трбушни и латиноамерички плес, због чега је носи надимак „балканска Шакира”.

## Детињство и младост
Рођена је 26. априла 1996. године у Новом Саду. Ћерка је ТВ водитељке Божице Малевић и академског сликара Зорана Таировића. Преко очеве стране има и ромско порекло. Баба по оцу јој је умрла од последица НАТО бомбардовања Југославије, када је уништена кућа њеног оца.
Од треће године се бави плесом када је кренула у школу балета, а на Светском првенству у шоу-денсу освојила је друго место. Тренирала је стандардне и латиноамеричке плесове, балет и џез балет. Завршила је Гимназију „Светозар Марковић”, а затим уписала Филозофски факултет Универзитета у Новом Саду. Изразила је да нема намеру да се бави психологијом јер јој је од детињства сан да постане певачица, а као свој узор навела је Бијонсе.

## Каријера
Први сингл под називом „Да си мој” објавила је 2014. године, међутим песма није остварила велики успех, док 2015. поново постаје такмичарка певачког такмичења Звезде Гранда, након што је већ једном учествовала у такмичењу 2013. године. Тамо је певала песме Северине, Ане Николић, Тијане Дапчевић, Јелене Карлеуше, Александре Радовић, Нине Бардић и осталих. У финалу је отпевала песме „Ти не знаш како је” Нине Бадрић и „Пламен од љубави” групе Colonia. Није прошла у суперфинале, али јој је продукција поклонила песму под називом „Каракерна особина”, која је уједно била друга песма у њеној каријери.
У новембру 2016. објавила је трећи сингл, „Мени одговара”. Сингл „Играчица” објављен је у априлу следеће године. Овом песмом успешно је започела годину у којој је објавила још пет песама. Песму „Невоља” написао је и продуцирао босанскохерцеговачки дуо — Џала Брат и Буба Корели — а према реакцијама слушалаца на друштвеним медијима, Теа је сваком новом песмом била све популарнија. Са Шабаном Шаулићем у јуну 2017. снимила је песму „Од кад тебе знам”. У септембру 2017. објавила је дуетску песму „Иду дани”, коју је снимила са репером Премилом Јовановићем, познатијим као Римски. Музику и текст потписују Римски и Филип Младеновић. Са македонским фолк певачем Менилом Велиоским снимила је песму „Драма” која се разликовала од њеног дотадашњег рада. Пред крај године Теа је објавила своју прву баладу „И у добу и у злу”, где су њене певачке способности дошле до изражаја. Теа је пре лета 2018. објавила дует са Иваном Крунић под називом „Брат на брата”, а пар месеци касније објавила је дует са DJ Shone-ом под називом „Медикамент”.
Песму „Полако” објавила је у јануару 2019. године. Овај сингл је премијерно извела у емисији Звезде Гранда — Специјал, а специфична је по томе што је сама направила музику и текст. У марту 2019. објавила је песму „Мала” у сарадњи са репером Тозлом. Исте године објавила је још четири песме, од којих су две биле дуети. У априлу 2020. објавила је сингл „Светица”. У јануару следеће године долази до прекретнице у њеној каријери када објављује песму „Хајде”, која је брзо добила на популарности и проглашена за „хит лета 2021.” Теа је написала текст за песму са српском певачицом и текстописцем Сањом Вучић, а касније је постала њена прва песма која се нашла на новоуведеној Billboard-овој топ-листи, Croatia Songs. У септембру исте године одржала је успешну турнеју у САД. Уследила је песма „На једну ноћ”, која је такође постала популарна за врло кратко време, а такође је доспела на топ-листу Croatia Songs, поставши њена друга песма на овој топ-листи. У мају 2022. објавила је свој дебитантски студијски албум, Балканија. Албум је остварио огроман комерцијални успех, све песме имају преко 10 милиона прегледа, а највише су се издвојиле „Балканија", „Дубаи", „Два и два".
У фебруару 2023. најавила је свој први велики концерт на Ташмајданском стадиону у Београду за 17. јун исте године. У мају 2023. објавила је свој други студијски албум, Балерина. Почетком 2024. најавила је свој други велики концерт и регионалну турнеју под називом „Нека гори Балкан". Концерт је успешно одржан у Београдској арени у Београду 21. септембра исте године, а због велике заинтересованости, одржан је и други, 22. септембра.
Крајем маја 2024. године, објавила је свој трећи студијски албум, Теа. На албуму се нашло 13 песама од чега је једна песма сарадња са познатим репером Игором Панићем, Нућијем.
Почетком маја 2025. године, Теа објављује свој четврти студијски албум, Аска. Свој први солистички концерт у загребачкој арени одржава 10. маја. Међу гостима су се нашле позната српска певачица Теодора Џехверовић као и хрватска поп икона Индира Левак.

## Дискографија

### Студијски албуми
- Балканија (2022)
- Балерина (2023)
- Теа (2024)
- Аска (2025)

### Синглови
- „Да си мој” (2014)
- „Карактерна особина” (2015)
- „Мени одговара” (2016)
- „Играчица” (2017)
- „Невоља” (2017)
- „Откад тебе знам” (са Шабаном Шаулићем) (2017)
- „Иду дани” (са Римским) (2017)
- „Драма” (са Менилом Велиоским) (2017)
- „И у добру и у злу” (2017)
- „Брат на брата” (са Иваном Крунић) (2018)
- „Медикамент” (са DJ Shone-ом) (2018)
- „Полако” (2019)
- „Мала” (са Тозлом) (2019)
- „Здраво, довиђења” (са Пеђом Лондоном) (2019)
- „” (2019)
- „Само мој” (са Моником Ивкић) (2019)
- „Близнакиња” (2019)
- „Светица” (2020)
- „Хајде” (2021)
- „На једну ноћ” (2021)
- „Абракадабра” (са Галеном) (2023)
- „100%” (2023)
- „Катастрофа” (са Азисом) (2024)
- „Море без бродова” (2024)

### Видеографија
| Спот               | Година | Режисер                        |
| ------------------ | ------ | ------------------------------ |
| Да си мој          | 2014.  | Видеополис                     |
| Карактерна особина | 2015.  | Odm Studio                     |
| Мени одговара      | 2016.  | daVideo                        |
| Откад тебе знам    | 2017.  | Марко Тодоровић                |
| Невоља             | 2017.  | Јасмин Пивић                   |
| Драма              | 2017.  | SILVER PRODUCTION              |
| И у добру и у злу  | 2017.  | SILVER PRODUCTION              |
| Иду дани           | 2017.  | Борис Зец                      |
| Брат на брата      | 2018.  | Станко Вучићевић               |
| Медикамент         | 2018.  | SHONE ENTERTAINMENT VIDEO      |
| Полако             | 2019.  | Давид Мићић                    |
| Мала               | 2019.  | Марко Тодоровић                |
| Здраво, довиђења   | 2019.  | daVideo                        |
| Dolce i Gabbana    | 2019.  | Давид Мићић                    |
| Само мој           | 2019.  | ДМ САТ видео продукција        |
| Близнакиња         | 2019.  | Xvisual                        |
| Светица            | 2020.  | Xvisual                        |
| Хајде              | 2021.  | Теа Таировић, Давид Мићић      |
| На једну ноћ       | 2021.  | Андреја Дамњановић             |
| Балканија          | 2022.  | Давид Мићић                    |
| Boy boy            | 2022.  | Давид Мићић                    |
| Нека пати она      | 2022.  | Давид Мићић                    |
| Два и два          | 2022.  | Давид Мићић                    |
| Дубаи              | 2022.  | Давид Мићић                    |
| Преживећу          | 2022.  | Давид Мићић                    |
| Мало ми је         | 2022.  | Давид Мићић                    |
| Кучке и демони     | 2022.  | Давид Мићић                    |
| Пијан              | 2022.  | Давид Мићић                    |
| Балканија микс     | 2022.  | NN Media                       |
| Балерина           | 2023.  | NN Media                       |
| Биби Хабиби        | 2023.  | Андрија Гркић                  |
| Израел и Палестина | 2023.  | NN Media                       |
| Да си најбољи      | 2023.  | NN Media                       |
| Црно одело         | 2023.  | NN Media                       |
| Дај дај            | 2023.  | NN Media                       |
| Не брини мајко     | 2023.  | NN Media                       |
| Будало             | 2023.  | NN Media                       |
| Претерала          | 2023.  | Давид Мићић                    |
| Љубавница          | 2023.  | Давид Мићић                    |
| Абракадабра        | 2023.  | Виктор Антонов                 |
| 100%               | 2023.  | NN Media                       |
| Балерина микс      | 2023.  | NN Media                       |
| Збогом љубави      | 2024.  | Ирис Јанковић                  |
| Бакшиш             | 2024.  | Андрија Гркић                  |
| Позови             | 2024.  | Андрија Гркић,Немања Новаковић |
| Теа                | 2024.  | Марко Степић                   |
| Пец                | 2024.  | Иван Димитров — Torex          |
| Наивчина           | 2024.  | Андрија Гркић,Немања Новаковић |
| Титаник            | 2024.  | Иван Димитров — Torex          |
| TEANUCCI           | 2024.  | Милутин Милошевић              |
| Ола                | 2024.  | Иван Димитров — Torex          |
| Нек ти је срећno   | 2024.  | Андрија Гркић,Немања Новаковић |
| Удри               | 2024.  | Иван Димитров — Torex          |
| Име ми је љубав    | 2024.  | Милутин Милошевић              |
| Вештица            | 2024.  | Милутин Милошевић              |
| Маракеш-Дубаи      | 2024.  | Ђорђе Јовић                    |
| Катастрофа         | 2024.  | Иван Димитров — Torex          |
| Море без бродова   | 2024.  | Давид Мићић                    |
| Хало, овде ђаво    | 2025.  | Иван Димитров — Torex          |
| Мајка кука         | 2025.  | Немања Новаковић               |
| Çok Güzel          | 2025.  | Иван Димитров — Torex          |
| Аска               | 2025.  | Иван Димитров — Torex          |
| Љубоморна          | 2025.  | Иван Димитров — Torex          |
| Циганче            | 2025.  | Иван Димитров — Torex          |
| Да оверим          | 2025.  | Давид Мићић                    |
| Кер финансијер     | 2025.  | Иван Димитров — Torex          |

## Филмографија
- Звезде Гранда (2013—2016), такмичарка

## Турнеје
- — са Ем-си Стојаном (2021)
- Балканија (2022)
- Балерина (2023)
- На једну ноћ (2023—2024)